# Werner Heyer
Werner Heyer (* 14. November 1956 in Arnstadt) ist ein ehemaliger deutscher Leichtathlet, der für die DDR antrat und insbesondere im 20-km-Gehen erfolgreich war.

## Sportliche Karriere
Heyer begann bei Fortschritt Geschwenda. Später startete er für den SC Dynamo Meiningen und für den SC Dynamo Berlin. Er gewann die Meistertitel über 20 Kilometer 1977 und 1982. 1983 war er Zweiter hinter Ralf Kowalsky.
Heyer trat bei 14 Wettkämpfen im Nationaltrikot der DDR an. Bei den Olympischen Spielen 1980 in Moskau wurde er über 20 Kilometer disqualifiziert.

## Bestleistungen
- 20-km-Gehen: 1:22:17 Stunden am 17. Juni 1983 in Karl-Marx-Stadt
- 50-km-Gehen: 4:10:53 Stunden am 10. August 1985 in Leipzig